# Собор Пресвятой Девы Марии (Богор)
Собор Пресвятой Девы Марии (индон. Gereja Katedral Santa Perawan Maria) — католическая церковь, находящаяся в индонезийском городе Богор (провинция Западная Ява). Является кафедральным собором богорской епархии и одним из крупнейших по размеру действующих католических храмов Явы.
Здание собора, построенное в 1896—1905 годах в неоготическом стиле, является одной из главных историко-архитектурных достопримечательностей города.

## История собора
Участок земли, на котором расположен храм, был приобретен в 1881 году нидерландским епископом Адамом Карелом Классенсом, ординарием апостольского викариата Батавии. В течение нескольких лет здесь были построены постоялый двор для католиков, посещавщих Богор, и дом для проживания настоятеля.
Первым местным священником в 1885 году стал Мария Йозеф Доминикус Классенс (нидерл. Maria Josef Dominicus Claessens, 1852—1934), племянник А. К. Классенса, также служивший до того в батавском викариате. Его домашняя часовня стала первым в истории Богора местом отдельных католических богослужений — до того, начиная с 1845 года, местные католики проводили совместные богослужения с протестантами в городском экуменическом храме (в настоящее время в его здании находится городской почтамт).
В 1886 году на территории создававшегося приходского комплекса был создан католический детский приют, на базе которого позднее было учреждено католическое общество Святого Винсента. В 1889 году приход Клэссенса-младшего был официально открыт в статусе прихода апостольского викариата Батавии.
В 1896 году было начато строительство храма, завершившееся в 1905 году. Изначально здешний приход относился к апостольскому викариату Батавии. В 1957 году был переведен в состав апостольской префектуры Сукабуми, выделенной из батавского викариата ранее, в 1948 году. После преобразования в 1961 году апостольской префектуры Сукабуми в епархию Богора стал её кафедральным собором.
4 января 2012 года во время проходившего в храмовом комплексе празднования 75-летнего юбилея епископа Богора Михаэля Космоса Анкура (индон. Michael Cosmos Angkur) была совершена имитация террористического акта: к воротам, ведущим к собору, был подброшен муляж взрывного устройства. С учётом аналогичных событий, ранее имевших место в других католических и протестантских церквях Богора, местная полиция сочла произошедшее целенаправленной акцией устрашения, предпринятой исламскими экстремистами.

## Внешний вид, местоположение
Храм построен в неоготическом стиле. Фасад украшен скульптурным изображением Мадонны с младенцем, установленным в нише над главным входом. В правой части строения находится башенная часть. Все здание выкрашено в белый цвет — исключение составляет лазоревая ниша, вмещающая статую Мадонны. Крыша покрыта коричневой черепицей.
Собор находится в историческом центре Богора по адресу улица Каптен Муслихат (индон. Jalan Kapten Muslihat) 22. На территории храмового комплекса также размещаются католическая семинария, католическая средняя школа и несколько административных помещений, часть из которых служит офисами различных общественных католических организаций, в том числе молодёжных и женских. Настоятелем храма на 2012 год является преподобный Бенджамин Сударто (индон. Benjamin Sudarto).
Представляет собой одну из главных историко-архитектурных достопримечательностей Богора. Является одним из старейших и крупнейших по размеру действующих католических храмов Явы.